# أرييل راموس
أرييل راموس هو مصارع هاوي كوبي، ولد في 14 أبريل 1971 في هافانا في كوبا.

## وصلات خارجية
- أرييل راموس على موقع قاعدة بيانات المصارعة الدولية (الإنجليزية)
- أرييل راموس على موقع أوليمبيديا (الإنجليزية)